# 1-broombutaan
1-broombutaan is een organische verbinding met als brutoformule C4H9Br. De stof komt voor als een vloeistof, die onoplosbaar is in water.

## Synthese
1-broombutaan kan bereid worden door behandeling van 1-butanol met geconcentreerd waterstofbromide, in aanwezigheid van een sterk zuur, zoals zwavelzuur.

## Toepassingen
1-broombutaan is een zeer goed substraat voor SN2-reacties en daarom wordt het als alkylerend reagens aangewend. Daarnaast kan de koolstof-broombinding worden omgezet in een koolstof-metaalbinding, door reactie met magnesium in droge di-ethylether. Dit Grignard-reagens, n-butylmagnesiumbromide, wordt ingezet als nucleofiel. De reactie met lithium levert de overeenkomstige organolithiumverbinding, n-butyllithium:
{\displaystyle {\ce {2Li + C4H9Br -> C4H9Li + LiBr}}}
n-Butyllithium wordt zowel als nucleofiel als als sterke base gebruikt.